# Bachl (Rohr in Niederbayern)
Bachl ist ein Gemeindeteil von Rohr in Niederbayern, einer Marktgemeinde in der Hallertau und eine Gemarkung im niederbayerischen Landkreis Kelheim.

## Lage
Das Dorf Bachl liegt direkt an der Anschlussstelle Abensberg der Bundesautobahn 93. Am nördlichen Ortsrand verläuft die Staatsstraße 2144 und östlich des Ortes die Staatsstraße 2230. Entlang der Staatsstraße 2144 sind die Stadt Abensberg und der Markt Langquaid in jeweils rund acht Kilometern Entfernung erreichbar. Über die Staatsstraße 2230 sind es rund fünf Kilometer in das Ortszentrum von Rohr i.NB. Durch Bachl fließt der Hopfenbach.
Die Gemarkung Bachl liegt vollständig auf dem Gebiet des Marktes Rohr in Niederbayern und repräsentiert den nördlichen Teil der Gemeindefläche. Auf der Gemarkung liegen die Gemeindeteile Bachl, Birka, Scheuern und Stocka. Die benachbarten Gemarkungen sind Helchenbach, Sallingberg, Offenstetten, Oberschambach, Großmuß und Herrnwahlthann.

## Geschichte
Die Gemeinde Bachl im Landkreis Kelheim hatte 1961 eine Fläche von 735,78 Hektar und die Gemeindeteile Bachl, Birka, Scheuern und Stocka. In der Gemeinde gab es 147 Einwohner, davon 104 im Hauptort Bachl. 1972 wurde die Gemeinde Bachl nach Offenstetten eingemeindet. Die Gemeinde Offenstetten ihrerseits wurde 1978 aufgelöst und ihre Gemeindeteile der ehemaligen Gemeinde Bachl kamen zum Markt Rohr i.NB.

## Wirtschaft
Bachl ist agrarisch geprägt. Da der Ortsteil direkt an der Bundesautobahn A93 liegt, ist dort das für die gesamte Rohrer Gemeinde wichtigste Gewerbegebiet entstanden.
An dieser Stelle ist ein Logistikzentrum der Firma Amazon geplant. Bedenken hiergegen werden vom Bund Naturschutz in Bayern, den Anwohnern und den angrenzenden Gemeinden geäußert.

## Sehenswürdigkeiten
Die Dorfkapelle, ein Rechteckbau mit Satteldach und Lisenengliederung, stammt wohl aus dem 17. Jahrhundert. Er besitzt einen Giebelreiter mit Glocke, der in einem Schweifgiebel untergebracht ist. Das Kirchlein steht unter Denkmalschutz.